# Audrey Fleurot

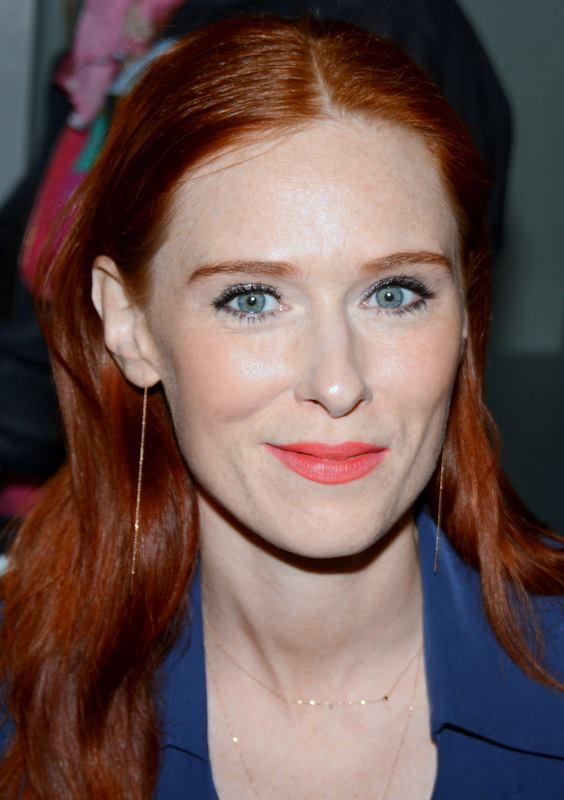
Audrey Fleurot, 2014

Audrey Fleurot (* 6. Juli 1977 in Mantes-la-Jolie, Département Yvelines) ist eine französische Schauspielerin.

## Leben und Karriere
Die 1977 geborene Audrey Fleurot absolvierte zwischen 1997 und 2000 ihre Schauspielausbildung an der École nationale supérieure des arts et techniques du théâtre (ENSATT) in Lyon. Erste Bekanntheit erlangte sie 2011 in der Rolle der Magalie in der Filmkomödie Ziemlich beste Freunde. In der Serie Kaamelott spielte sie die Herrin vom See.

## Filmografie (Auswahl)
- 2002: Mutterseelenallein (Froid comme l’été)
- 2004–2009: Kaamelott (Fernsehserie, 31 Folgen)
- 2005–2020: Engrenages (Fernsehserie, 86 Folgen; als Rechtsanwältin Joséphine Karlsson)
- 2007: Schöner Sportsmann (Fort comme un homme) (Fernsehfilm)
- 2007: Les deux mondes
- 2008: Leur morale … et la nôtre
- 2009–2017: Un Village Français – Überleben unter deutscher Besatzung (Un village français) (Fernsehserie, 68 Folgen)
- 2009: La sainte victoire
- 2009: L’amour aller-retour (Fernsehfilm)
- 2009: Éternelle (Fernsehserie, sechs Folgen)
- 2010: Nur für Personal! (Les femmes du 6ème étage)
- 2011: Midnight in Paris
- 2011: Ziemlich beste Freunde (Intouchables)
- 2011: Nathalie küsst (La délicatesse)
- 2012: La fleur de l’âge
- 2012: Mais qui a re-tué Pamela Rose?
- 2013: Happy Metal – All We Need Is Love! (Pop Redemption)
- 2013: La vraie vie des profs
- 2013: Diven im Ring (Les reines du ring)
- 2013: FBI – Female Body Inspectors
- 2013: Fonzy
- 2013: La confrérie des larmes
- 2014: Les gazelles
- 2014: Belle comme la femme d’un autre
- 2014: French Women – Was Frauen wirklich wollen (Sous les jupes des filles)
- 2015–2018: Call My Agent! (Dix pour cent, Fernsehserie, zwei Folgen)
- 2016:  Das Gespenst von Canterville (Le Fantôme de Canterville)
- 2017: Die Zeugen (Les témoins; Fernsehserie, acht Folgen)
- 2018: Safe (Fernsehserie, sieben Folgen)
- 2019: À cause des filles …?
- 2019: Der Basar des Schicksals (Le bazar de la Charité, Fernsehserie, acht Folgen)
- 2019: The Collapse (L’effondrement, Fernsehserie, Folge 1x04)
- 2020: Connectés
- 2020: Divorce Club
- 2021: Haters
- seit 2021: HIP: Ermittlerin mit Mords-IQ (HPI – Haut Potentiel Intellectuel, Fernsehserie)
- 2021: Mensonges (Fernsehserie, sechs Folgen)
- 2022: Ils s’aiment... enfin presque! (Fernsehfilm)
- 2022: La très très grande classe
- 2022: Kämpferinnen (Les combattantes, Fernsehserie, acht Folgen)
- 2022: Der innere Winter (Esprit d’hiver, Fernsehserie, drei Folgen)
- 2023: Infiltré(e) (Fernsehserie, sechs Folgen)

## Theater
- Grands et Petits von Botho Strauss (Regisseur: Grégoire Monsaingeon)
- Qui t’a rendu comme ça ? (Regisseur: Emilie Valantin)
- Répétition publique
- Ingolstadt, Rumeurs d’enfer
- Tania Tania
- Une seconde sur deux